# Italiani made in China
Italiani made in China è un programma televisivo italiano sotto forma docu-reality, trasmesso in seconda serata da Real Time nel 2015.
Il programma è uno dei primi in Italia ad essere incentrato sulle seconde generazioni di migranti.

## Il programma
La serie racconta la storia di sei ragazzi cinesi di seconda generazione, tre maschi e tre femmine, residenti in Italia, che decidono di tornare in Cina per riscoprire le loro origini. 

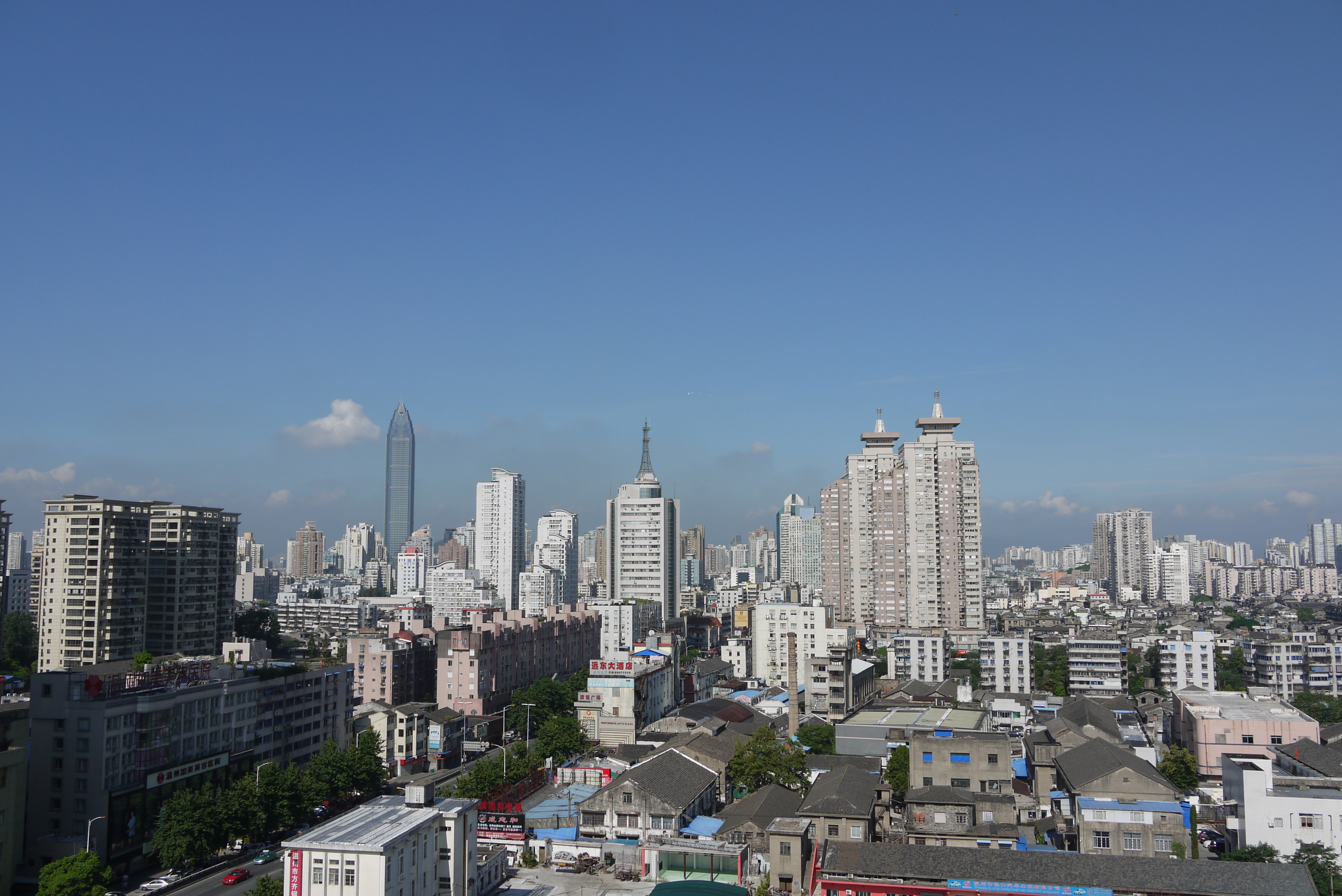
Vista del Wenzhou World Trade Center, nella città di Wenzhou, dalla quale proviene gran parte dei cinesi in Italia.

Il loro viaggio si svolge prevalentemente fra Shanghai, Wenzhou (da dove proviene gran parte dei cinesi in italia) e altre piccole città-satellite.

## Curiosità
- Per la pubblicità di questo programma Toto Cutugno ha creato una versione cinese del suo fortunato brano L'italiano per le strade della Chinatown di Milano;
- Una delle ragazze del gruppo, Francesca Fiume, è stata adottata, quindi per lei questo viaggio rappresenta una scoperta della Cina e delle differenze culturali fra i due paesi.